# Christian Wilhelm von Dohm
Pour les articles homonymes, voir Dohm.
Christian Wilhelm von Dohm (1751-1820) est un haut fonctionnaire prussien, libéral et éclairé, proche de la philosophie des Lumières notamment Lessing et des milieux juifs éclairés, Moses Mendelssohn.
Dans les années 1770, il participe à la publication de périodiques qui diffusent les idées des Lumières allemandes. Il devient  conseiller du Grand Électeur de Prusse. Il fait partie de la Société du mercredi et du club de lundi qui regroupe les esprits éclairés de Prusse. On y discutait entre autres des problèmes des Juifs du Brandebourg. Dohm est le défenseur de l'égalité naturelle des hommes.

## Le défenseur des Juifs
Il est principalement connu pour avoir, à la demande de Moses Mendelssohn, écrit Über die bürgerliche Verbesserung der Juden, De la réforme politique des juifs, publié en 1781. Cet ouvrage financé par Cerf Berr est une tentative de fondation rationnelle de émancipation des Juifs. Il demande que ceux-ci soient: "mis en possession des mêmes droits que les autres citoyens". Pour Christian Wilhelm von Dohm, l'état d'oppression dans lequel vivent encore les Juifs sous la plupart des gouvernements est un reste des préjugés contraires à la politique et l'humanité que les siècles plus ténébreux ont enfantés. Il voit dans la persécution et discrimination des Juifs un effet de la haine fanatique, effet indigne d'un siècle éclairé tel que le nôtre.
En 1782, Christian Wilhelm von Dohm explique que les Juifs prient pour le retour dans leur terre comme les chrétiens pour la rédemption prochaine. Les deux vaquent cependant à leurs affaires comme s'ils devaient rester ici éternellement..

## Dohm sous la Révolution française et l'Empire
Comme beaucoup d'intellectuels allemands, il manifeste une réelle sympathie pour la Révolution française à ses débuts mais devient plus réticent quant à son évolution. En 1796, il écrit que si l'éducation des milieux populaires avait été moins délaissée en France, « la Révolution y aurait certainement pris un cours différent et meilleur ». Il pense qu'une nation qui sait correctement lire et écrire risque moins qu'une autre de se laisser entrainer dans la démagogie et la panique et  sombrer dans l'extrémisme et la violence. L'occupation française d'une grande partie de l'Allemagne entraine l'introduction du Code Napoléon et donc l'égalité juridique des Juifs. À Cassel, Christian Wilhelm von Dohm se met au service de l'État napoléonien. Sous son impulsion, est promulgué en janvier 1808, un décret qui proclame la totale égalité civile et civique des Juifs de Westphalie.